# Bolognaverklaring
De Bolognaverklaring is een beginselverklaring over het creëren van een Europese ruimte voor hoger onderwijs, ondertekend door 29 Europese ministers van Onderwijs in Bologna op 19 juni 1999.

## Inhoud
De principes van de Bolognaverklaring en het daaruit voortvloeiende Bolognaproces zijn:
- De overheid (niet de privé-sector) neemt het initiatief om de kennismaatschappij bij zo veel mogelijk Europeanen te brengen.
- De bevordering van de mobiliteit in Europa door
  - vergelijkbare diploma's door de bachelor-masterstructuur (bama)
  - overdracht van studiepunten
  - uitwisseling van studenten en docenten, bijvoorbeeld via ERASMUS
  - bevorderen van samenwerking tussen opleidingsinstituten, bijvoorbeeld door het bevorderen van bidiplomering
  - onafhankelijke kwaliteitscontrole.

## Geschiedenis
Het idee was eigenlijk al gegroeid bij de viering van het 750-jarig bestaan van de Parijse Sorbonne in 1998. Ze werden er toen aan herinnerd dat in de middeleeuwen Europese studenten en docenten ook vlot van de ene naar de andere universiteit reisden.
De bijeenkomst van Bologna kreeg een vervolg in conferenties in Praag, Berlijn, het Noorse Bergen (mei 2005) en Londen (mei 2007). Op dat moment zijn reeds meer dan 1600 opleidingsinstituten uit 46 landen of regio's aangesloten via hun regeringen. Bij de Bolognaverklaring zijn dus ook Europese landen aangesloten van buiten de Europese Unie.
Het eerste lustrum werd gevierd met een evaluatie- en opvolgingscongres in Leuven en Louvain-la-Neuve op 28 en 29 april 2009. De Katholieke Universiteit Leuven en Université catholique de Louvain traden hierbij op als gastheren.
In een afsluitende verklaring van Leuven/Louvain-la-Neuve bevestigen de ministers de oorspronkelijke doelstellingen en zetten ze bakens uit voor de volgende tien jaar. Ze leggen wel enkele accenten in de richting van een kwaliteitsbewaking en een betere doorstroming vanuit alle lagen van de bevolking naar het universitair onderwijs. Een bijgevoegde tijdslijn moet de deelnemende landen aansporen de resoluties in de praktijk om te zetten. In dit streven naar toegankelijkheid hameren ze ook op het feit dat de overheid (niet de privé-sector) de initiatiefnemer moet blijven van kwaliteitsvol hoger onderwijs ten dienste van de bevolking. Ze zetten zich aldus af tegen een dreigende commercialisering van het onderwijs.
In de marge van de conferentie van Leuven spraken de Vlaamse en Nederlandse ministers van Onderwijs af hun diploma's hoger onderwijs (automatisch) wederzijds te erkennen. De Nederlands-Vlaamse Accreditatieorganisatie (NVAO) zou daarvoor meer bevoegdheden krijgen.

## Deelnemende landen

Albanië, Andorra, Armenië, België, Bosnië en Herzegovina, Bulgarije, Cyprus, Denemarken, Duitsland, Estland, Finland, Frankrijk, Georgië, Griekenland, Hongarije, Ierland, IJsland, Italië, Kroatië, Letland, Liechtenstein, Litouwen, Luxemburg, Noord-Macedonië, Malta, Nederland, Noorwegen, Oostenrijk, Polen, Portugal, Roemenië, Rusland, Servië en Montenegro, Slovenië, Slowakije, Spanje, Tsjechië, Turkije, Vaticaanstad, Verenigd Koninkrijk, Zweden, Zwitserland.